# Осовцы (Столинский район)
Осовцы́ (бел. Асаўцы) — деревня в Столинском районе Брестской области Беларуси. Входит в состав Видиборского сельсовета. Население — 147 человек (2019).

## География
Расположена в 20 км от Столина, в 262 км от Бреста, в 7 км от железнодорожной станции Видибор.

## История
Впервые упоминается в XVII веке. Деревней владели Михаловские, Скирмунты, Каллауры.
Во второй половине XIX века — начале XX века — деревня в Плотницкой волости Пинского повета Минской губернии. В 1886 году в деревне была церковь, в 1897 году — хлебозапасный магазин.
С 1921 по 1939 годы в составе Плотницкой гмины Лунинецкого повята Полесского воеводства Польши. С 1939 года в составе БССР.
С 12 октября 1940 года деревня в составе Плотницкого сельсовета Столинского района Пинской области. С 8 января 1954 года в Брестской области.
C июля 1941 года по начало июля 1944 года была оккупирована немецко-фашистскими войсками. В боях погибло 30 жителей деревни.
В 1969 году центр колхоза «XIX партсъезд».

## Население
Население деревни на 2019 год составляло 147 человек.
| 1886 | 1897  | 1921  | 1939  | 1959  | 1970  | 2005  | 2009  | 2019  |
| ---- | ----- | ----- | ----- | ----- | ----- | ----- | ----- | ----- |
| 62   | ▲ 224 | ▲ 260 | ▲ 453 | ▼ 435 | ▼ 401 | ▼ 231 | ▼ 220 | ▼ 147 |

## Инфраструктура
Работали мельница, ветеринарный пункт, магазин, клуб, библиотека, детский сад, комплексный приёмный пункт бытового обслуживания, ремонтно-механические мастерские.

## Достопримечательность
- Памятник погибшим в Великой Отечественной войне (1971)